# Деян Донков
Деян Донков Николов е български актьор.

## Биография
Роден е в град Видин през 1974 година. През 1997 г. завършва актьорско майсторство в НАТФИЗ „Кръстьо Сарафов“ в класа на професор Енчо Халачев и Снежина Танковска. Магистратурата си завършва при професор Крикор Азарян. Работи на сцените на „Българска армия“, Народния театър и други. През 1999 г. изиграва ролята на Валмон в постановката „Опасни връзки“ и получава „Аскеер“ за изгряваща звезда.

### Личен живот
Деян Донков има син от Анастасия Ингилизова, която също е актриса, но не са били женени. Детето е кръстено на баща си – Деян. От 2011 г. Донков има връзка с актрисата Радина Кърджилова. През 2016 г. им се ражда син – Христо, а през 2021 г. им се ражда още един – Йоан.

### Награди
- Награда „Златна роза“ за главна мъжка роля във филма „Емигранти“, Варна, 2002
- Награда на СБФД
- Награда на ФИПРЕСИ на „София филм фест“, 2003
- Аскеер 1999 – за дебют за ролята на Валмон в „Опасни връзки“
- Аскеер 2004 – за ролята на „Беляев“ в „Месец на село“
- Аскеер 2010 – за ролята на Лопахин във „Вишнева градина“
- Аскеер 2011 – за ролята на Сирано в „Сирано дьо Бержерак“
- Икар 2001 – за ролята на Лазар в „Бая си на бълхите“
- Икар 2003 – за ролята на Платонов в „Платонов“

## Филмография
- „Алея на славата“ (2023) - шеф Лагадинов
- „Войната на буквите“ (2023) – Цар Симеон I[5]
- „Пътят на честта“ (втори сезон, 2021) – адвокат Владимир Ленков
- „Ягодова луна“ (2020) – Чавдар Шейтанов[6]
- „Румбата, аз и Роналдо“ (8-сер. тв, 2019)
- "Обичам те, Бойдин", Бойдин, реж. Борислав Михайловски
- „Сън за щастие“ (тв, 2018) – художника Миро
- „Извън пътя“ (2017) – драматургът Стефан Корадов
- „Потъването на Созопол“ (2015) – Чаво
- „Каръци“ (2015)
- „Досието Петров“ (2015)
- „Аз съм ти“ (2013) – Адамов
- „Четвърта власт“ (тв сериал, 2013)
- „Цветът на хамелеона“ (2012), България / Словения – Кокалов „Горещо сърце“
- „Още една мечта“ (2012) – Руски убиец
- „Пистолет, куфар и три смърдящи варела“ (2012) – Полицейски инспектор
- „Под прикритие“ (тв сериал, 2011) – Васил Николов
- „Ако някой те обича“ (2010) – Александър Паскалев
- „Стъпки в пясъка“ (2010) – Димитър Симеонов – Килера
- „Хъшове“ (4-сер. тв, 2009) – Попчето
- „Ninja“ (2009) – Бизнесмен
- „Кодът“ (2009) – Руски охранител
- „Thick as Thieves“ (2009) – Грегор
- „Посредникът“ (2008) – Бащата
- „Хиндемит“ (2008)
- „Ти гониш“ (2007) – Барман
- „Приключенията на един Арлекин“ (4-сериен тв, 2007)
- „Хитман“ (2007) – Руски EMT
- „Врабците през октомври“ (8-сер. тв, 2006) – съседът
- „Индийско орехче (2006)“ – Иван Михайлов
- „Приятелите ме наричат Чичо“ (тв, 2006) – Гацо
- „Разследване“ (2006) – Помощник
- „Патриархат“ (7-сер. тв, 2005) – Иван Бондов
- „Пату“ (2005)
- „Деца от восък“ (2005) – Фриц
- „Без семейна прилика“ (2-сер. тв, 2004) – бодигарда
- „Биволът“ (тв, 2004)
- „Изпепеляване“ (2004) – Следователят Методи Стоев
- „Откраднати очи“ (2004) – Офицер от специалните войски
- „Славата на България“ (тв, 2003)
- „Чуй звездите“ (2003) – Слепият музикант
- „Емигранти“ (2002) – Ивайло-„Шпера“
- „Подгряване на вчерашния обед“ (2002) – Джако
- „Опашката на дявола“ (2001) – обущарят
- „Огледалото на дявола“ (2001) – Шерифа
- „Хълмът на боровинките“ (тв, 2001)
- „Дунав мост“ (7-сер. тв, 1999) – барман

## Участия в телевизионни предавания
- Като две капки вода (тв шоу, 2014)
- Къртицата (тв шоу, 2013)